# Obaid al-Quraini
Obaid Abdulla al-Quraini (* 28. Februar 1986) ist ein ehemaliger omanischer Leichtathlet, der sich auf den Sprint spezialisiert hat.

## Sportliche Laufbahn
Erste internationale Erfahrungen sammelte Obaid al-Quraini im Jahr 2011, als er bei den Asienmeisterschaften in Kōbe im 400-Meter-Lauf mit 48,11 s in der ersten Runde ausschied und mit der omanischen 4-mal-400-Meter-Staffel in 3:09,28 min den fünften Platz belegte. Anschließend belegte er bei den Arabischen Meisterschaften in al-Ain in 48,32 s den sechsten Platz und gewann mit der Staffel in 3:08,82 min die Bronzemedaille hinter den Teams aus dem Sudan und Saudi-Arabien. Daraufhin scheiterte er bei den Panarabischen Spielen in Doha im Einzelbewerb mit 48,35 s im Vorlauf, gewann mit der Staffel aber in 3:08,54 min die Bronzemedaille hinter Saudi-Arabien und dem Sudan. Zwei Jahre später erreichte er bei den Asienmeisterschaften in Pune mit der 4-mal-100-Meter-Staffel das Finale, gelangte dort aber nicht ins Ziel. 2014 nahm er an den Asienspielen in Incheon teil, wurde dort aber mit der 4-mal-100-Meter-Staffel im Vorlauf disqualifiziert. 2018 bestritt er in Amman seinen letzten Wettkampf und beendete daraufhin seine Karriere als aktiver Sportler im Alter von 28 Jahren.

## Persönliche Bestzeiten
- 400 Meter: 47,91 s, 1. März 2012 in Nizwa